# Jan Voborský
Jan Voborský (* 23. října 1934 Malšice) je český vědec a výzkumník, který pracoval na výzkumných úkolech v oblasti pivovarství a sladařství. Od 1. ledna 1961 do 28. února 1995 působil ve Výzkumném ústavu pivovarském a sladařském.

## Život
Maturoval s vyznamenáním na gymnáziu v Týně nad Vltavou. Chtěl pokračovat ve studiu své velké záliby, chemie, ale nebyl k vysokoškolskému studiu z politických a kádrových důvodů doporučen. Rodinný známý, starý sládek Jana doporučil tehdejšímu řediteli pivovaru Braník Františku Hlaváčkovi a ten jej do pivovaru vzal. Během roku prošel mnoha odbornými pracemi. Poté v letech 1954–1959 studoval na Vysoké škole chemicko-technologické v Praze na potravinářské fakultě se specializací kvasná chemie.
Po promoci se dostal na umístěnku do laboratoře v pivovaru Starobrno. Následně působil v pivovaru Vyškov a v pivovaru v Kroměříži, kde v té době přestavovali varnu. Zájem o vědu jej vedl k přijetí místa ve Výzkumném ústavu pivovarském a sladařském v Praze (VÚPS).
Tam měl možnost spolupracovat s řadou vynikajících pivovarských odborníků, kteří ovlivnili jeho další odborný růst. Začal svou činnost u Ing. Zdeňka Šauera, který měl na starosti filtraci. V té době vyvinula Destila Brno první československý naplavovací filtr, který byl instalován v Brně. Spolu s Ing. Šauerem jej zprovoznili. Voborský v rámci této spolupráce realizoval svůj návrh na automatizaci dávkování křemeliny, který byl pak uskutečněn v několika pivovarech (např. Gambrinus v Plzni). Později spolupracoval v této oblasti se švýcarskou firmou Filtrox.
Jan Voborský pracoval na výzkumných úkolech i v oblasti sladařství. V polovině 60. let  se tým vedený Ing. Z. Šauerem, v němž  byl spolu s Voborským i Ing. Tomáš Lejsek, zapojil do projektu Ing. Šolka, který přišel s nápadem kontinuální sladovny. Pro tento technický projekt vypracoval tým na VÚPS v Praze podrobnou technologii a Voborský ve spolupráci s Výzkumným ústavem tepelné techniky propočítal průběh sušení sladu na šestipánové sušárně. Projekt byl realizován v plzeňském pivovaře, avšak pro technické  problémy byl zastaven. Přibližně v této době začíná i jeho publikační činnost doma i v zahraničí.
Voborský se nadále věnoval problematice filtrace piva, orientoval se na projekt náhrady zahraniční křemeliny křemelinou domácí provenience, což se nakonec ve spolupráci s Calofrigem Borovany podařilo. Od roku 1968 začal úzce spolupracovat s Ing. Miroslavem Kahlerem, CSc. Podílel se na zavádění cylindro-kónických tanků a na vývoji a aplikaci imobilizovaných kvasinek při výrobě piva. V letech 1970–74 v rámci výzkumného úkolu ověřoval schůdnosti projektu kontinuální výroby mladiny v pivovaru v Holešovicích.
Podílel se i na dolaďování technologií v pivovarech, které u nás v sedmdesátých i osmdesátých letech vznikaly nebo procházely rekonstrukcí. Např. v pivovarech v Nošovicích nebo v Mostě nebo na Slovensku v Topolčanech, Hurbanovu, Rimavské Sobotě, Šariši i jinde.
Poznatky ze společné vědecko-výzkumné činnosti i realizace řady projektů, především při otevírání pivovarů a jejich technologických částí, využil spolu s Ing. Miroslavem Kahlerem, CSc., k napsání publikace Filtrace piva, která vyšla v roce 1981 a dočkala se ruské mutace v roce 1986. Za české vydání obdrželi autoři od Českého literárního fondu v roce 1982 tzv. tvůrčí prémii.
Spolupracoval také s mnoha vědeckými a výzkumnými kapacitami českého pivovarství té doby. Patřila k nim především prof. Ing. Gabriela Basařová, DrSc., se kterou jako člen týmu vydal několik publikací, např. Pivovarsko-sladařská analytika. S východoněmeckým kolegou G. Häntzem napsal kapitolu Filterhilfsmittel v knize  Analysenmethoden für die Brau- und Malzindustrie (Analytické metody v pivovarském a sladařském průmyslu). Jako člen různých odborných týmů získává v roce 1986 a v roce následujícím autorská osvědčení, další potom v roce 1997.
Třetím okruhem vědeckého bádání Ing. Voborského byla senzorika piva. Zkoumal, opět především s Ing. M. Kahlerem, vlivy těkavých látek na senzoriku piva. O této i jiných problémech následně publikoval odborné statě v časopisech, zejména v Kvasném průmyslu. Těchto článků bylo na čtyřicet a některé z nich byly přeloženy a vydány v zahraničních časopisech. Byl častým přednášejícím na vědeckých sympoziích a jejich aktivním účastníkem. V této souvislosti nelze opomenout především renomované Pivovarsko-sladařské dny.
Po odchodu do důchodu pokračoval ve spolupráci s VÚPS, s německou společností FHM a dalšími subjekty ověřoval a zaváděl filtrační  a stabilizační prostředky v pivovarech v Česku, na Slovensku a v Polsku.
V roce 2008 Český svaz pivovarů a sladoven jej uvedl za jeho celoživotní dílo a přínos českému pivovarství do Síně slávy českého pivovarství a sladařství.

### Knihy
- Kahler, M., Voborský, J., 1981: Filtrace piva, SNTL, 302 stran
- Basařová G. a kol.: Pivovarsko-sladařská  analytika. Merkanta Praha 1993 (Voborský J. díl 3. kap. 8, 9, str. 881 -966)
- Nielebock/Basařová : Analysenmethoden für die Brau- und Malzindustrie. VEB Fachbuchverlag Leipzig 1989 (Häntze. Voborský: kap. 11, str. 217 – 232)

### Články v češtině (výběr)
- Šauer Z., Voborský J.: Použití Zeiss-Pulfrichova fotometru k posouzení čirosti filtrovaného piva. Kvasny Prum. 1961; 7(12): 274-280.
- Šauer Z., Voborský J.: Kinetika procesu hvozdění sladu. Kvasny Prum. 1963; 9(5): 127-130.
- Kahler M., Šauer Z., Voborský J.: Vliv filtrace mladiny na jakost českého piva. Kvasny Prum. 1965; 11(7): 145-150.
- Kahler M., Voborský J.: Prahové koncentrace vyšších alkoholů v pivech. Kvasny Prum. 1978; 24(11): 241-246.
- Basařová G., Voborský J., Ťopka P.: Orientační studie možnosti filtrovatelnosti piva. Kvasny Prum. 1979; 25(1): 2-6.
- Voborský J., Kahler M.: Změny karbonylových látek při dokvašování piva. Kvasny Prum. 1987; 33(8-9): 269-274.
- Voborský J., Šuráň J.: Teoretické podklady pro autoregulaci dávkování křemeliny při filtraci piva. Kvasny Prum. 1987; 33(8-9): 275-278.
- Voborský J., - Potěšil V.: Porovnání křemelin Calofrig a Celite při filtraci piva. Kvasny Prum. 1990; 36(3): 66-70.
- Voborský J., Šruma T.: Autoregulační systém dávkování křemeliny při filtraci piva. Kvasny Prum. 1994, č.4, s. 107-110
- Voborský J.: Možnosti aplikace perlitů při filtraci piva. Kvasny Prum. 1998; 44(12): 347-350.

### Články v zahraničních časopisech
- Šauer Z., Voborský J., Lejsek T., Tůma V.: Die Berechnung desDarrverlaufes bei veränderlichen Betroebsverhältnissen. Brauwelt  Nr 84/85, October 1963 S.1553 – 1561
- Šauer Z., Voborský J.: Mäluzungssystem mit Kühlstössen. Brauwissenshaft , März 1968 , S. 85-96
- Voborský J.:Einfluss der Sprühweiche und der Wassertemperatur  auf die Qualität des Malzes. Lebensmittel-Industrie 1971 , Heft 10, S. 377-380 und H.11. S. 427-431